# Scaphoideus torqus
Scaphoideus torqus är en insektsart som beskrevs av Delong och Beery 1936. Scaphoideus torqus ingår i släktet Scaphoideus och familjen dvärgstritar. Inga underarter finns listade i Catalogue of Life.